# Монастырь Танго
Монастырь Танго — буддийский монастырь и крепость в 14 километрах севернее бутанского города Тхимпху, рядом с горой Чери. Был основан в XIII веке ламой Гьялва Ланампой и построен в современном виде в 1688 году Гьялце Тензином Рабджи, четвёртым светским правителем Бутана.

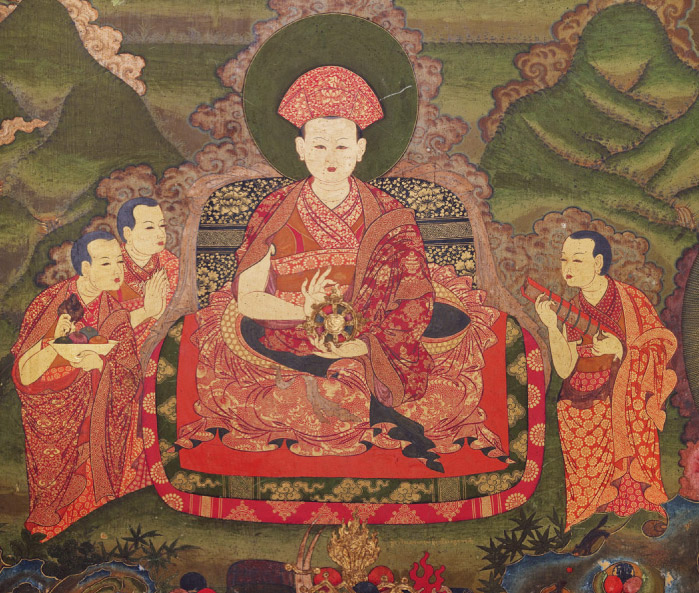
Гьялце Тензин Рабджи и слуги, настенная живопись, конец XVII века, zimkhang, Монастырь Танго, Бутан

Монастырь принадлежит школе Друкпа Кагью.
На языке дзонг-кэ «танго» означает «лошадиная голова»; монастырь назван в честь Хаягривы, индийского божества с лошадиной головой, основного почитаемого здесь божества.
В 2012 году монастырь Танго как одно из священных мест, связанных с Пхаджо Другом Жигпо и его потомками, был включён в предварительный список Бутана для включения в Список объектов всемирного наследия ЮНЕСКО.